# Pico Cristal
El Pico Cristal es una montaña ubicada en el oriente de Cuba, considerada la mayor elevación de la provincia de Holguín, con una altitud de 1231 metros sobre el nivel del mar. Es una de las cimas más altas del país y constituye un notable enclave natural por sus valores geográficos, ecológicos e históricos. En su territorio se encuentra el Parque nacional Pico Cristal, el primero de su tipo en Cuba, declarado como tal en 1930.

## Ubicación
El Pico Cristal forma parte del sistema montañoso Sierra Cristal, que se extiende por los municipios Mayarí, Frank País y Sagua de Tánamo, en la provincia de Holguín, así como por el municipio Segundo Frente de la provincia Santiago de Cuba. Esta zona montañosa constituye un entronque geográfico que delimita estos territorios y se ubica dentro del macizo montañoso Nipe-Sagua-Baracoa, una de las regiones físico-geográficas más relevantes del oriente cubano.
El acceso más habitual se realiza desde la localidad de Cabonico, a través de un camino de montaña que corre paralelo al río del mismo nombre y comunica al poblado de La Zanja con la estación biológica La Zoilita, situada a unos 500 metros de altura.

## Características
El Pico Cristal se caracteriza por tener laderas abruptas y un acceso difícil, lo cual ha contribuido a su buen estado de conservación. Su silueta triangular es fácilmente reconocible y puede distinguirse desde distancias de hasta 100 km. El suelo es del tipo ferralítico rojo, con alto contenido de hierro y níquel, lo que llevó a Cristóbal Colón a anotar en su diario que la zona debía ser rica en minas, debido a la coloración rojiza de las aguas de los ríos.
En sus paisajes de notable belleza natural destacan formaciones geológicas únicas, especialmente en la zona de La Corea, donde coexisten diversos tipos de rocas y minerales como el cristal de roca, asbesto, crisotilo y mica, lo que le confiere un alto interés geológico.

## Flora

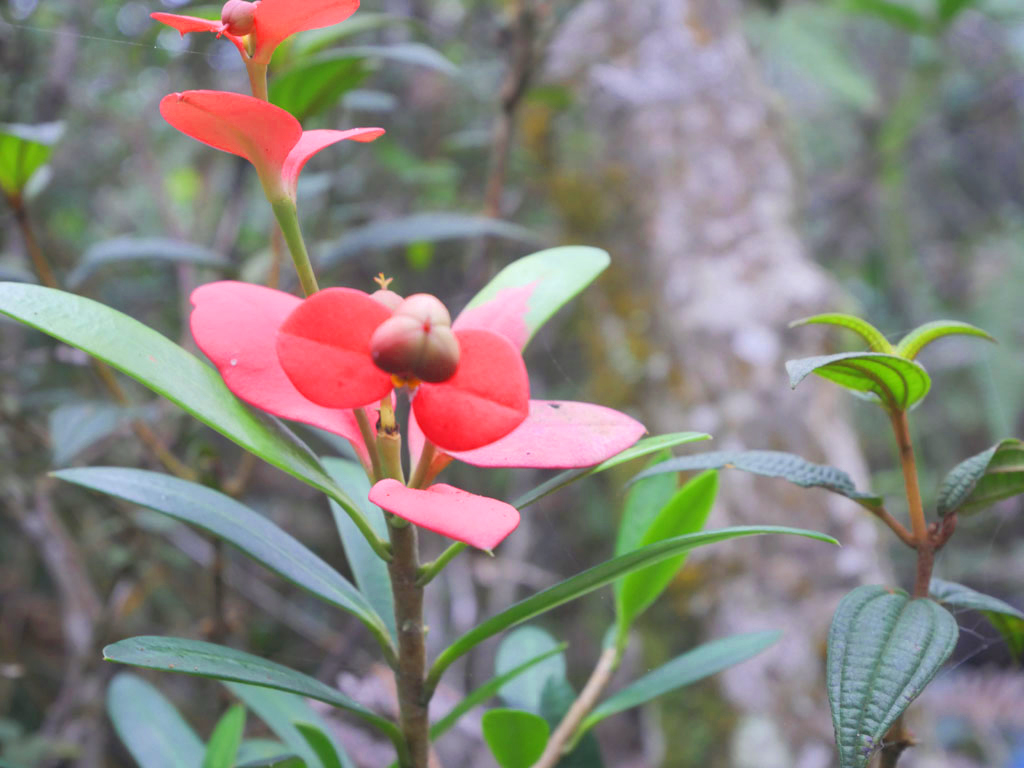
Flora presente en el Pico Cristal.

La vegetación en el Pico Cristal es muy diversa y alberga más de 300 especies endémicas de Cuba, y cerca de 50 especies estrictamente endémicas de la región. En las estribaciones de la montaña, hasta los 500-600 metros de altura, predomina el Pinus cubensis o pino cubano, mientras que en las cercanías de la cima es común encontrar charrascal de montaña, una vegetación formada por arbustos leñosos y espinosos adaptados a las duras condiciones de altitud, los fuertes vientos y las tormentas eléctricas frecuentes.

## Fauna
La fauna es también muy rica y diversa. Los insectos representan el grupo más numeroso con 249 especies, seguidos por las aves, con 78 especies. También se reportan 55 especies de arácnidos, 37 de reptiles, 30 de moluscos —incluidas las coloridas polimitas— y 8 especies de peces.
Entre los mamíferos silvestres se encuentran las jutías Conga, andaraz y Carabalí (o Mona), el almiquí (Solenodon cubanus) —una especie en peligro crítico de extinción—, y animales ferales como ratas, gatos, perros y cerdos jíbaros, estos últimos con una influencia negativa en el equilibrio ecológico de la región.

### Especies amenazadas
Numerosas especies están amenazadas o en peligro, entre ellas:
- Altamente vulnerables: Salamanquita, chipojo ceniciento, majá de Santa María, gavilán colilargo, camao, cotorra, catey y la jutía andaraz.
- En peligro: Gavilancito y pitirre real.
- En peligro crítico: Almiquí (Solenodon cubanus).

También existen especies de especial interés por su limitada distribución geográfica o por su rareza, como el sijú platanero y cotunto, tocororo, ruiseñor, vencejo de collar, vencejo negro y el barbiquejo.

## Clima

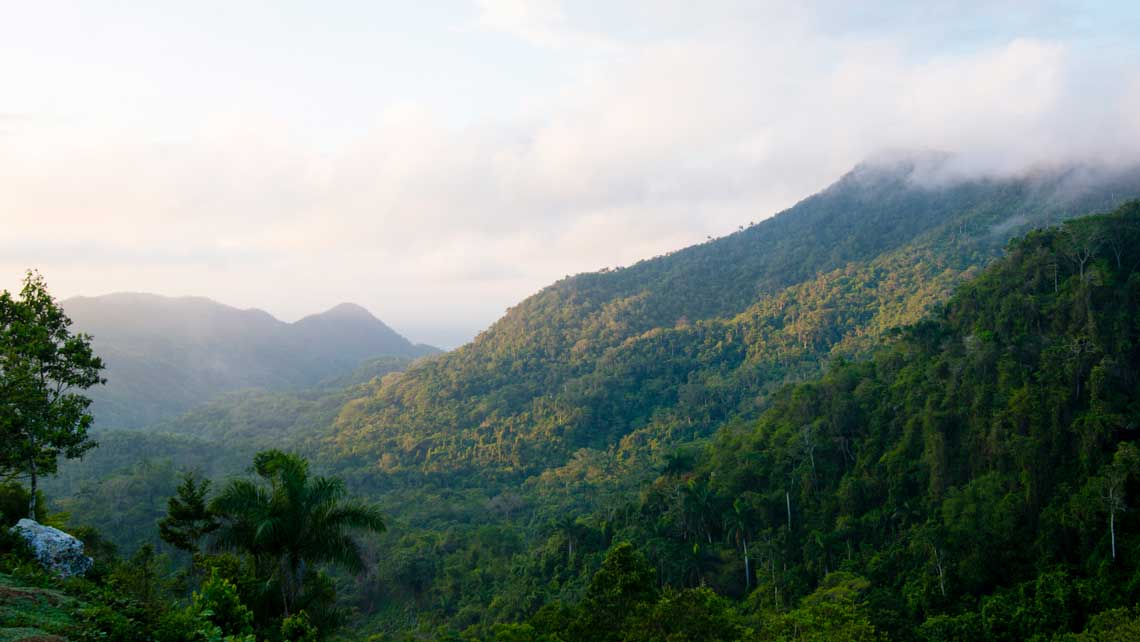
Paisaje en el Pico Cristal.

El clima de la región es tropical húmedo de montaña, con abundantes precipitaciones distribuidas durante todo el año, lo que favorece la vegetación boscosa y el alto grado de humedad relativa. Las temperaturas disminuyen con la altitud, generando condiciones microclimáticas únicas en las zonas más elevadas, donde se observan frecuentes nieblas matinales y descensos térmicos notables durante la noche.

## Hidrografía
El Pico Cristal es una zona de importante influencia hídrica. Numerosos ríos y arroyos nacen en sus laderas, siendo el río Cabonico uno de los principales. Las aguas presentan una coloración rojiza típica de zonas con suelos ricos en óxidos de hierro, un rasgo que llamó la atención incluso de Cristóbal Colón en sus primeras exploraciones.

## Busto de Calixto García

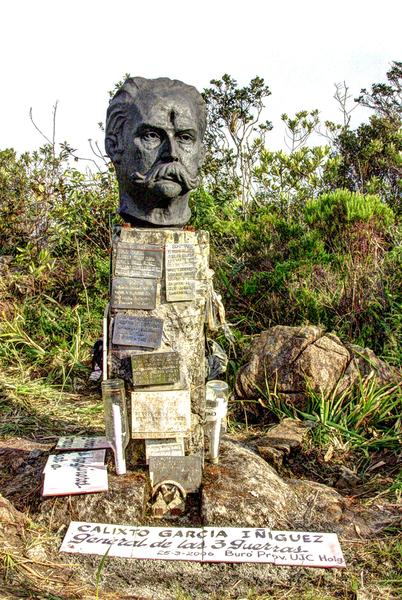
Busto de Calixto García en la cima del Pico Cristal.

En la cima de la elevación, se erige un busto del mayor general Calixto García Íñiguez, uno de los más destacados líderes de las guerras de independencia de Cuba y figura emblemática de la provincia de Holguín, su tierra natal. Esta escultura, colocada en un lugar de difícil acceso y rodeada por un entorno natural de gran majestuosidad, constituye un símbolo de resistencia, patriotismo y conexión entre el hombre y la naturaleza.
El busto fue instalado como homenaje a la memoria del insigne mambí, destacando el vínculo entre su legado de lucha y los valores que representa esta elevación natural. Su presencia en la cúspide más alta de la Sierra Cristal no solo honra al héroe independentista, sino que también ofrece a los visitantes un punto de reflexión histórica en medio de uno de los paisajes más impresionantes del oriente cubano.
A pesar de su remota ubicación, el monumento ha sido visitado por excursionistas, científicos y defensores del patrimonio natural y cultural del país, quienes reconocen en él un ícono de la identidad holguinera y nacional.

## Conservación
La conservación del Pico Cristal ha sido una prioridad desde hace décadas, gracias a su valor ecológico, geológico e histórico. La inaccesibilidad de muchas de sus zonas ha contribuido a la preservación de su biodiversidad. Sin embargo, especies invasoras como los animales jíbaros (cerdos, perros y gatos asilvestrados) suponen una amenaza constante al equilibrio natural del ecosistema.

## Historia
Desde épocas coloniales, el Pico Cristal ha tenido un papel relevante en la historia de Cuba. Fue refugio de esclavos cimarrones que huían del maltrato colonial, y aún hoy circulan leyendas sobre palenques como el de Maluala, que, según se cuenta, existió en La Zanja, a orillas del río Cabonico.
Durante la última etapa de la lucha revolucionaria, la zona fue teatro de operaciones de la columna #19 "Pepito Tey" del Ejército Rebelde, lo cual le añade también un valor histórico relacionado con las guerras de liberación nacional.

## Parque Nacional Pico Cristal

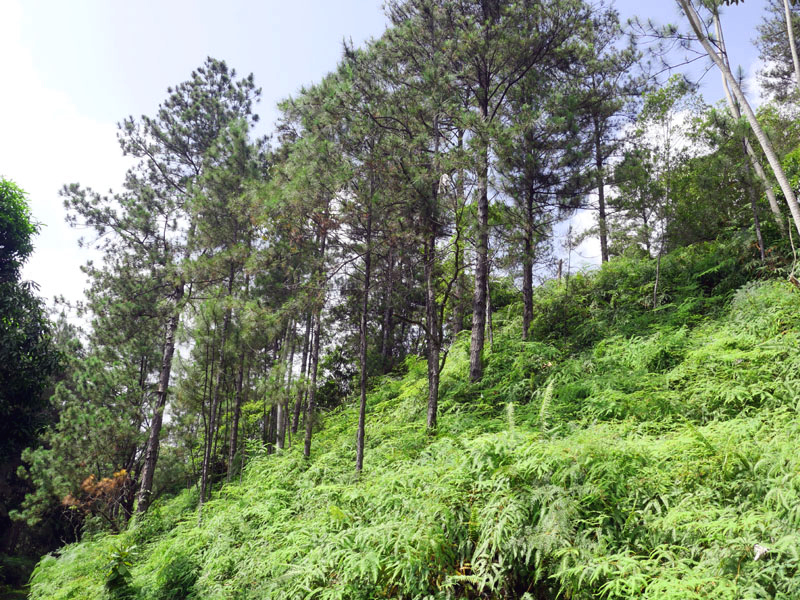
Vegetación típica.

El Parque Nacional Pico Cristal fue declarado oficialmente el 12 de abril de 1930 mediante el Decreto Presidencial 487, convirtiéndose en el primer parque nacional de Cuba. Esta designación se debió al alto valor de su reserva forestal, la riqueza de sus maderas y el buen grado de conservación de los pinares.
El parque forma parte de una estrategia de protección a gran escala que incluye otras áreas del macizo montañoso Nipe-Sagua-Baracoa, considerado uno de los más biodiversos del Caribe insular.

## Declaratoria de Monumento Nacional
El 12 de abril de 2012, el sitio natural Pico Cristal fue declarado Monumento Nacional de la República de Cuba, según lo dispuesto en la Resolución No. 7 de noviembre de 2011 de la Comisión Nacional de Monumentos. Esta distinción refuerza su estatus de área protegida de alto valor patrimonial, científico y paisajístico, y reconoce oficialmente su relevancia dentro del patrimonio natural cubano.